# Charles Nesbitt Wilson
Charles Nesbitt Wilson (Trinity, 1933. június 1. – Lufkin, 2010. február 10.) amerikai tengerésztiszt és politikus, akit tizenkétszer választottak meg demokrata párti képviselőnek a texasi 2. képviselőházi választókerületben.
Leginkább arról ismert, hogy kongresszusi támogatást szervezett a CIA legnagyobb fedett műveletéhez, amelynek során a Speciális Tevékenységek Osztálya (Special Activities Division) katonai felszerelést – közte repülőgép-elhárító eszközöket, mint például Stinger rakétákat – juttatott az afganisztáni háborúban a szovjetek ellen harcoló modzsáhedeknek.
2007-ben szívátültetésen esett át, szívrohamban halt meg.

## Élete a tengerészeti pályáig
Szülővárosában, a texasi Trinityben végezte az elemi és a középiskolát. Miután 1951-ben végzett a Trinity High School-ban, a huntsville-i Sam Houston Állami Egyetemre járt, majd az Egyesült Államok Haditengerészeti Akadémiájára, ahol osztályában a nyolcadik legrosszabbként végzett 1956-ban. Az Akadémia történetében ő kapta a második legtöbb megrovást.
Wilson 1956 és 1960 között a haditengerészetnél szolgált és a hadnagyi rangig vitte. Miután négy évet szolgált a felszíni flotta tisztjeként, a Pentagonba osztották be egy olyan hírszerző egységbe, amely a Szovjetunió nukleáris haderejét vizsgálta.

## Belépése a politikába
Első politikai tettére tinédzser korában került sor, amikor a szomszédjuk, a városi tanács tag Charles Hazard ellen indított sikeres kampányt. Ennek az volt a háttere, hogy amikor Wilson 13 éves volt, a kutyája átment Hazard udvarába, és a szomszéd azzal állt bosszút. hogy tört üveget kevert a kutya ételébe és a kutya belső vérzésben elpusztult. Wilson, mivel farmer fia volt, már 13 éves korában vezetői engedélyt szerezhetett. A választáskor 96 szavazót, főleg feketebőrűeket szállított a szavazóhelyiséghez és elmesélte nekik, hogy Hazard szándékosan megölte a kutyáját. Miután Hazard 16 szavazattal vereséget szenvedett, Wilson elment hozzá, és közölte vele, hogy nem kellene megmérgeznie több kutyát. Erre Wilson később úgy emlékezett, mint „az a nap, amikor szerelembe esett Amerikával”.
Ezután szünet következett és Wilson akkor került újra kapcsolatba a politikával, amikor beállt önkéntesnek John F. Kennedy elnökjelölti kampányába. 1960-ban kivett 30 nap szabadságot a haditengerészetnél és a szabadsága alatt jelöltette magát otthoni körzetében a texasi törvényhozásba. Ezzel megszegte a haditengerészet szabályzatát, amely tiltotta, hogy aktív állományú tagjai közhivatalt töltsenek be. Miután újra felvette a szolgálatot, barátai és tanácstagjai járták a választókat az érdekében. 1961-ben, 27 éves korában felesküdhetett új választott hivatalába Austinban.
A következő 12 évben „a lufkini liberálisként” szerzett ismertséget a texasi törvényhozásban és eközben sűrűn keveredett konfliktusokba üzleti körökkel. A közszolgáltatások szabályozását sürgette, az idősek számára adómentességet az alacsony jövedelműek egészségügyi programja, a Medicaid tekintetében, az Egyenlő Jogok Módosítása (Equal Rights Amendment) néven ismertté vált alkotmánymódosítást és minimálbér-törvény megalkotását. Egyike volt a kevés texasi politikusnak, akik kiállt a nők terhességszabályozási jogai mellett („pro-choice”). Extravagáns életstílusáról lett ismert: ivott, kokaint fogyasztott, és egymás után jöttek a barátnői. Mindezért kapta a „Good Time Charlie” (Élvezet Charlie) becenevet.
1972-ben a texasi második körzetből az Egyesült Államok képviselőházi tagjának választották. Ezután tizenegyszer választották újra. 1996. október 8-án vonult vissza.

## A nicaraguai Somoza-kormány támogatója
Az 1970-es évek végén Wilson vehemensen támogatta Somoza jobboldali nicaraguai kormányát. Somoza iránti csodálatának az sem vetett véget, hogy a diktátor magát Wilsont is megpróbálta megvesztegetni, sikertelenül. Magára hagyott, elárult amerikai szövetségesként tekintett Somozára és a képviselőház egyik bizottságában akciót szervezett a Somoza-rezsim megmentésére, és egy ponton azzal fenyegette Jimmy Carter elnököt, hogy meghiúsítja a Panama-csatorna Szerződést, ha az USA nem folytatja Somoza támogatását.
Wilson később tető alá hozott egy találkozót Somoza és Ed Wilson CIA ügynök között, amelyen utóbbi felajánlotta, hogy volt CIA-sokból ezer fős haderőt hoznának létre, hogy Somoza mellett harcoljanak. A találkozó korai véget ért, amikor Somoza Tina Simonst, Wilson barátnőjét kezdte dédelgetni és a megegyezés is lehetetlenné vált, mivel Somoza visszautasította, hogy 100 millió dollárt fizessen a költségekre.

## A szovjet-afgán háború
Fő szócikk: Ciklon-hadművelet

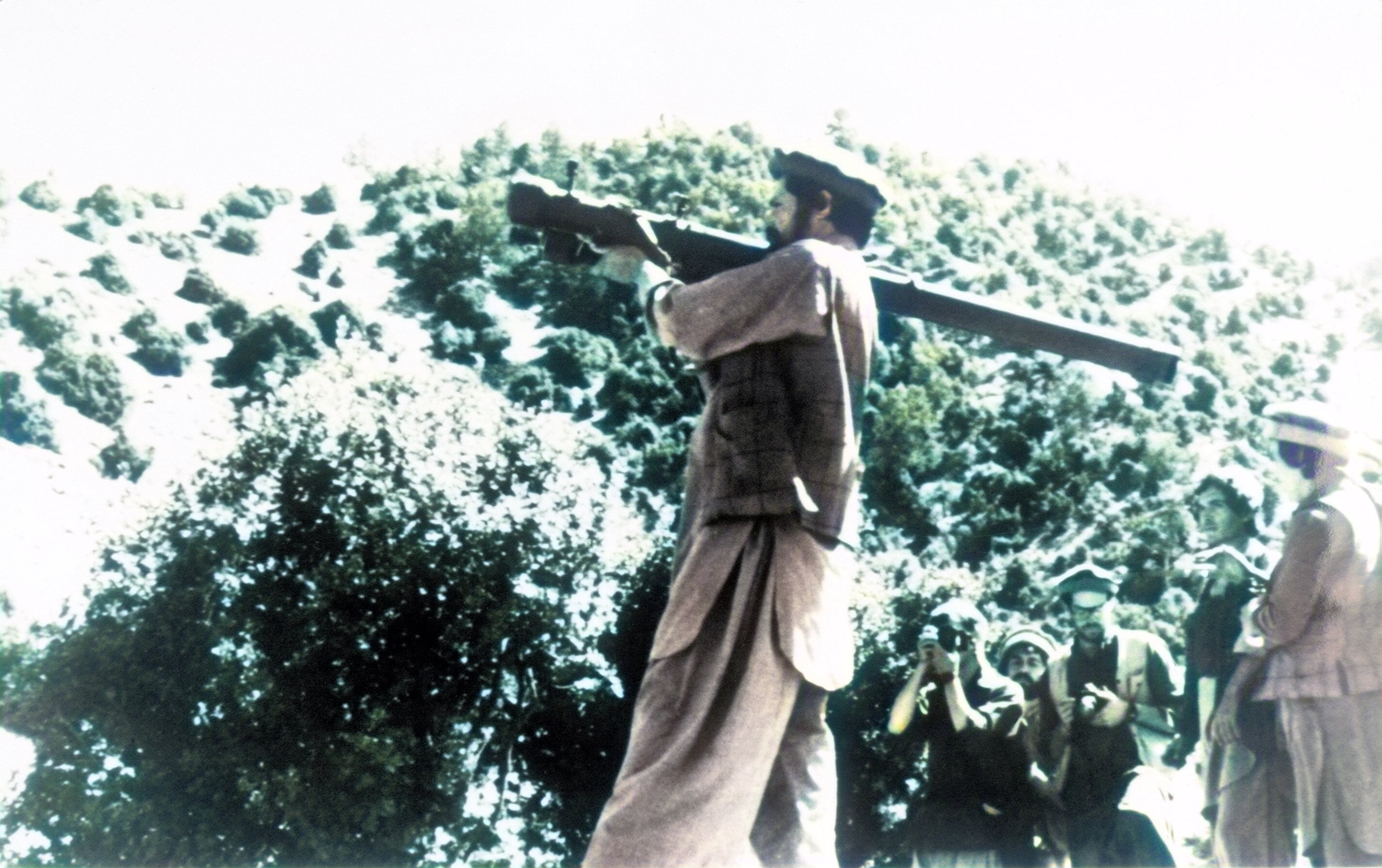
Mudzsahedin harcos bemutatja egy föld-levegő rakétavető használatát, 1988. augusztus 26-án.

Wilson 1980-ban a Kongresszus hírvonalán olvasott egy Associated Press jelentést arról, hogy a szovjetek megszállta Afganisztánból özönlenek a menekültek. Az afganisztáni polgárháború során az 1978-ban született, kommunista Afgán Demokratikus Köztársaság kérte a szovjetek segítségét a mudzsahedin lázadók ellen. George Crile III életrajza szerint kétszeres támogatásemelést kért az afgán ügyek számára a titkos kiadásokkal foglalkozó Költségkijelölési Bizottságtól (House Appropriations Committee). A plusz ötmillió dollárt érő javaslat átment, amiben jelentős szerepet játszhatott, hogy Wilsont épp akkortájt nevezték ki a költségkijelölések védelmi albizottsága tagjának (amely a CIA költségvetéséért felelt).

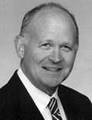
Michael Pillsbury.

Ezután Wilson többször is jelentősen tovább emeltette a CIA afgán tevékenységének költségvetését. 1983-ban további 40 millió dollárt teremtett elő, amiből 17 milliót a Mil Mi–24-es szovjet helikopterek lelövésére alkalmas elhárítóeszközökre költöttek. A következő évben Gust Avrakotos CIA hivatalnok közvetlenül Wilsonhoz fordult és megsértve a CIA szabályait, amelyek tiltották a kongresszusi lobbizást pénzért, még 50 millió dollárt kért. Wilson meg is győzte a Kongresszust, ezekkel a szavakkal: „Az Egyesült Államoknak nincs köze ezeknek az embereknek a döntéséhez, hogy harcolni akarnak... de a történelem el fog ítélni bennünket, hagyjuk őket kövekkel harcolni.” Később sikerült az afgánoknak még 300 millió dollárt juttatnia a Pentagonnak a pénzügyi év vége előtt fel nem használt keretéből. Wilson így közvetlenül befolyásolta a mudzsahedineknek juttatott amerikai támogatás összegét. Állítása szerint a fedett műveletek azért lehettek sikeresek, mert „nem volt szakadárság, vagy bajkeverő kiszivárogtatások”. Michael Pillsbury, egy magas rangú Pentagon-hivatalnok a Wilson biztosította pénzt használta fel egy vitát kavaró döntéssel arra, hogy az afgán felkelők Stinger rakétákhoz jussanak.
Abban, hogy az afgán ellenállók támogatást és katonai felszerelést kapjanak az amerikai kormánytól, jelentős szerepe volt Joanne Herringnek. Ő győzte meg Wilsont, hogy látogasson el a pakisztáni vezetőkhöz. A találkozó után Wilsont egy nagy menekülttáborba is elvitték, amelyet Pakisztánban létesítettek az afgánok számára, ahol közvetlenül győződhetett meg az atrocitásokról, amelyeket a szovjetek az afgánok ellene elkövettek. Erről a látogatásról később Wilson ezt mondta: „olyan élmény volt, amely örökre az elmémbe pecsételődött, amit láttam ahogy végigmentem azokon a kórházakon, különösen a gyerekeket, akiknek letépték a kezeit a szovjet helikopterekről ledobott aknák. Talán ez volt a döntő dolog... és ez óriási változást hozott az életembe az ezt követő 10-12 évre, mert úgy jöttem el azokból a kórházakból, hogy elszántam magam, amíg csak levegőt tudok venni és kongresszusi tag vagyok, mindent elkövetek, hogy a szovjetek megfizessenek azért, amit tettek.” 2008-ban Wilson azt mondta, azért keveredett az afgán ügybe, „mert odamentem és láttam, mit tettek a szovjetek. És láttam a menekülttáborokat!”
Erőfeszítéseiért Wilson a Megbecsült Kolléga Díjat kapta a CIA-től, a civilek közül elsőként.. Szerepe legalább egy ponton vitatott: a támogatás jórészét az iszlamista keményvonalas Gulbuddin Hekmatyar, kapta, aki ma a tálibok egyik fővezére és az Al-Káida támogatója.
Wilson a képviselőházban megdicsérte a szovjet vezetést, amikor az úgy döntött, kivonja a hadsereget Afganisztánból és hibának nevezte az inváziót.
Wilson támogatta az Egyesült Államok részvételét a boszniai háborúban és 1993 januárjában ötnapos utat tett a korábbi Jugoszláviában. Visszatértekor sürgette a Clinton-adminisztrációt, hogy vessen véget a boszniai fegyverszállítások embargójának. ”Ez a jó a gonosz ellen, és ha nem akarjuk ezt amerikanizálni, akkor mit akarunk amerikanizálni? Ki kell állnunk valamiért,” mondta.

## Kábítószer- és alkoholproblémái
1980-ban Wilsont megvádolták, hogy kokaint fogyasztott a Las Vegas-i Caesars Palace luxuskaszinóban, a Rudolph Giuliani ügyész vezette vizsgálatot azonban bizonyíték hiányában lezárták. Liz Wickersham azt mondta a vizsgálat során, hogy egyszer látta Wilsont kokaint fogyasztani, mégpedig a Kajmán-szigeteken – ez azonban kívül esik az amerikai hatóságok hatókörén.
Első pakisztáni útja előtt cserbenhagyásos balesetbe keveredett a washingtoni Key-hídon. Egy szemtanú szerint Lincoln Continentalja egy Mazdának ütközött. Wilsont azonban nem ítélték el. Egy interjúban viszont elmesélte, hogy egyszer egy tanfolyamon kellett részt vennie alkoholos befolyásoltság alatti vezetés miatt. A Charlie Wilson igaz történet (The True Story of Charlie Wilson) című History Channel-dokumentumfilmben rajongói azzal mentegették, hogy az afgánok szenvedése miatti fájdalmát enyhítendő ivott a baleset éjszakáján. Miután megtudta, hogy a róla szóló játékfilmben nem szerepel a baleset, Wilson megjegyezte: „Ezt olcsón megúsztam.”

## Visszavonulása
Miután 1997-ben visszavonult a kongresszusi tagságtól, Lufkinban élt. 1999 februárjában feleségül vette Barbara Alberstadtot, aki balerina volt, amikor 1980-ban Washingtonban találkoztak.
2007 szeptemberében, miután két hónapig várt új szívre a listán, megkapta egy 35-éves donor szívét. Az orvosok már jóval korábban, 1985-ben azt mondták neki, hogy nincs neki több hátra, mint tizennyolc hónap, miután a sok ivás megterhelte a szívét.

## Halála
2010. február 10-én halt meg szívroham következtében a Lufkin Memorial kórházban, még aznap amikor bevitték miután összeesett. „Amerika kiváló hazafit veszített el, akinek az élete megmutatta, hogy egy bátor és elszánt ember megváltoztathatja a történelmet” – kommentálta halálhírét Robert Gates hadügyminiszter.
Teljes katonai tiszteletadás mellett az arlingtoni katonai temetőben helyezik örök nyugalomra február 23-án.

## Charlie Wilson háborúja
Wilson Afganisztánnal kapcsolatos tevékenysége volt a témája George Crile III Charlie Wilson háborúja (angolul Charlie Wilson's War) című dokumentumkönyvének és filmadaptációjának, amelyben Tom Hanks (Wilson szerepében), Amy Adams, Julia Roberts és Philip Seymour Hoffman játszották a főszerepeket.

## Fordítás
- Ez a szócikk részben vagy egészben  a   Charles Wilson (Texas politician) című angol Wikipédia-szócikk ezen változatának fordításán alapul.  Az eredeti cikk szerkesztőit annak laptörténete sorolja fel. Ez a jelzés csupán a megfogalmazás eredetét és a szerzői jogokat jelzi, nem szolgál a cikkben szereplő információk forrásmegjelöléseként.